# Klepary (województwo zachodniopomorskie)
Klepary – osada w Polsce położona w województwie zachodniopomorskim, w powiecie szczecineckim, w gminie Grzmiąca.